# Naicho
Naicho (内調, abreviatura de Naikaku Jouho Chousashitsu 内閣 情報 調査室, Serviço de Análise e Inteligência) é um serviço ligado ao Gabinete da investigação no Japão. Este serviço dispõe de um orçamento elevado para a análise das políticas das maiores nações que possam servir os interesses do Japão.
Grande parte das informações obtidas pela Naicho são provenientes das agências dos paises aliados.

## Escândalo com espião
Em 2008 surgiu o boato de que um oficial da Naicho teria passado informações secretas a um oficial da embaixada russa em Tóquio.